# Ci’an

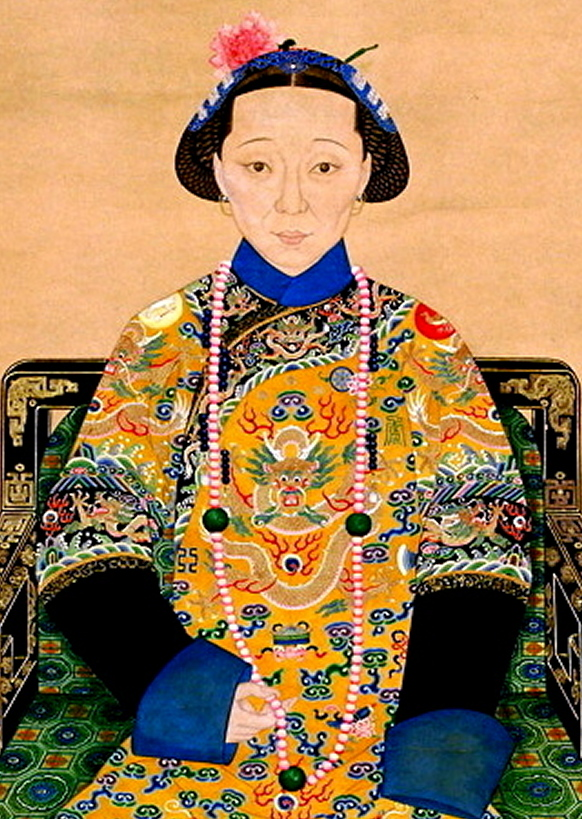
Posthumes Porträt eines unbekannten Malers

Kaiserinwitwe Ci’an (chinesisch 慈安皇太后, Pinyin Cí'ān Huángtàihòu, W.-G. Tz'u An, Tzu An, * 12. August 1837; † 8. April 1881 in Peking) war als zweite Hauptfrau des Kaisers Xianfeng vom 24. Juli 1852 bis zum 22. August 1861 Kaiserin von China; nach Xianfengs Tod wurde sie Kaiserinwitwe und gemeinsam mit Cixi Regentin für die Kaiser Tongzhi und Guangxu vom November 1861 bis zum Februar 1873 sowie vom Dezember 1874 bis zu ihrem Tod.

## Kurzbiographie, Namen
Ci’an entstammte dem Niohuru-Clan. Ihr Geburtsname ist nicht bekannt. Sie gelangte möglicherweise bereits Ende der 1840er Jahre in die Verbotene Stadt. 1851 wird sie erstmals erwähnt als Konkubine 4. Ranges des Kaisers Xianfeng mit Namen Zhen Fei (貞妃, Gemahlin Zhen, deutsch etwa jungfräuliche Gemahlin); 1852, nach dem Tod der posthum als Xiaodexian geehrten Kaiserin und dem Ende der Trauerzeit für Kaiser Daoguang, stieg sie zur Edlen Gemahlin (貴妃, Konkubine 3. Ranges) und wenig später, am 24. Juli, zur Kaiserin Zhen (貞皇后, Zhen Huanghou) auf. Sie blieb kinderlos, war aber als Kaiserin die offizielle Mutter aller seiner Kinder, insbesondere seines einzigen überlebenden Sohnes Zaichun, den Xianfeng kurz vor seinem Tod am 22. August 1861 zu seinem Nachfolger bestimmte. Sie nahm den Ehrennamen Kaiserinwitwe Ci’an (慈安皇太后, deutsch etwa barmherzige oder mütterliche, friedliebende Kaiserinwitwe) an, Zaichuns leibliche Mutter, die Konkubine Yi, den Namen Kaiserinwitwe Cixi (deutsch etwa barmherzig und glückbringend). Infolge des Xinyou-Staatsstreichs vom November 1861 wurden die beiden Kaiserinwitwen gemeinsam Regentinnen für den fünfjährigen Kaisersohn, als dessen Regierungsdevise Tongzhi (deutsch etwa: Gemeinsame Herrschaft) festgelegt wurde. Die Regentschaft endete mit der Volljährigkeit Tongzhis im Februar 1873. Infolge einer schweren Erkrankung bat der erst 18-jährige Kaiser die Kaiserinwitwen im Dezember 1874, erneut die Regentschaft zu übernehmen. Sie blieb nach seinem Tod im Januar des folgenden Jahres für den erst dreijährigen neuen Kaiser Guangxu bestehen bis zum Tod Ci’ans 1881. Posthum wurde sie als Kaiserin Xiaozhenxian (孝貞顯皇后) geehrt.

## Der Staatsstreich des Xinyou-Jahres 1861
Die Umstände, durch die Ci’an und Cixi zu Vormündern und Regentinnen für Tongzhi wurden, waren abenteuerlich und sind bis heute nicht wirklich geklärt. Xianfeng war mit einem Großteil des Hofstaates während des Zweiten Opiumkrieges 1860 vor den alliierten englischen und französischen Truppen aus der Verbotenen Stadt in den Sommerpalast nach Jehol geflohen. Dort erkrankte er wahrscheinlich an einer Lungenentzündung, die er sich in der nicht beheizbaren Palastanlage zugezogen hatte und die wohl durch selbstzerstörerische Exzesse noch verstärkt wurde. Mündlich bestimmte er seinen einzigen, erst fünfjährigen Sohn Zaichun zu seinem Nachfolger und einen Kronrat von acht Männern um den Mandschu-Beamten Sushun sowie dessen Bruder Prinz Duanhua und Prinz Zaiyuan zu Vormündern(?), Regenten(?) bzw. Beratern. Diese entstammten zwar auch der kaiserlichen Aisin-Gioro-Familie, waren aber nur sehr entfernt mit Xianfeng verwandt. Der Kronrat war offenbar nicht identisch mit dem Großen Rat, deren Mitglieder dem Kaiser offiziell beratend zur Seite standen, denn zumindest einige von ihnen, insbesondere Prinz Gong, ein Halbbruder des Kaisers, und der Vorsitzende des Rates Wenxiang waren noch in Peking verblieben, um den Abzug der Europäer und die Friedensbedingungen zu verhandeln. Danach begab auch Gong sich nach Jehol. Luke S. K. Kwong vermutet mit guten Gründen, dass ein erbitterter Machtkampf zwischen der mit dem Kaiser nah verwandten Pekinger Fraktion und dem Kronrat von Jehol um die Regentschaft für Zaichun entbrannte. Dessen Devise sollte ursprünglich Qixiang (祺祥, deutsch etwa Erfolg und Glück) lauten, sie würde aber ohnehin erst ab dem neuen Jahr 1862 gelten. Außerdem hatte Xianfeng wahrscheinlich verfügt, dass nach seinem Tod auch die leibliche Mutter Zaichuns, die Konkubine Yi posthum zur Kaiserin und damit zur Kaiserinwitwe erhoben werden sollte, was durchaus üblich war. Jede der beiden Kaiserinwitwen stattete er mit einem Siegel aus, mit denen alle Kaiserlichen Erlasse beglaubigt werden mussten. Insofern kam jetzt alles auf die beiden Kaiserinwitwen an, und es gelang Gong, sie auf seine Seite zu ziehen; da sie Peking eher erreichten als Sushun und seine Räte mit dem Sarg des verstorbenen Kaisers, konnten sie diese entmachten (Xinyou-Staatsstreich vom Herbst 1861, Xinyou nach dem Jahr des chinesischen Kalenders). Sushun wurde hingerichtet, Duanhua und Zaiyuan zum Selbstmord gezwungen, die beiden Kaiserinwitwen von Mitte November offiziell Vormünder und Regentinnen. Als Regierungsdevise wurde nunmehr sinnigerweise Tongzhi (Gemeinsame oder geteilte Herrschaft) festgelegt.

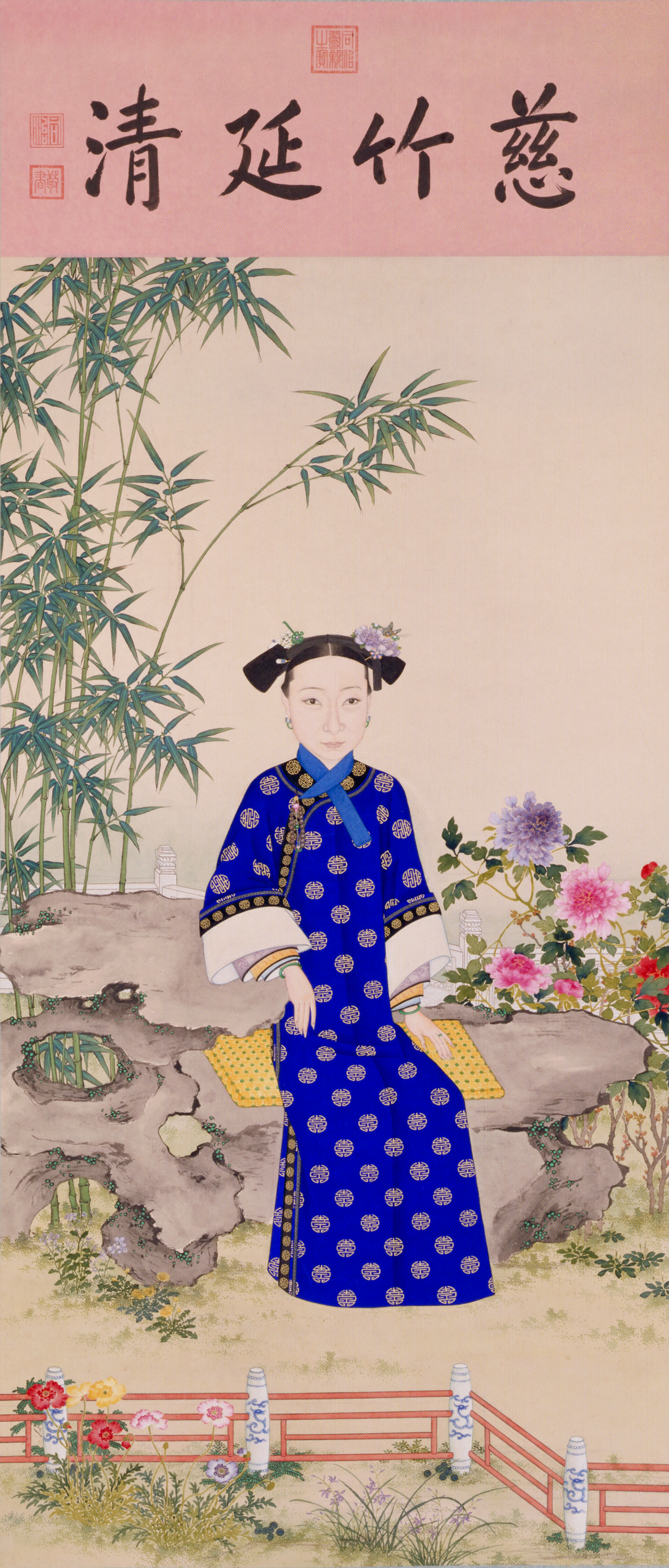
Ci’an in Alltagskleidung im Garten

Die Frage der Regentschaft stellte sich erst einmal in der Geschichte der Qing-Dynastie, nämlich als Kaiser Shunzhi bereits mit 23 Jahren verstarb und ihm Kangxi im Alter von erst sieben Jahren 1661/62 auf dem Thron folgte. Vor seinem Tod war Shunzhi in ein Kloster eingetreten und hatte ein Kollegium von vier Regenten für seinen Nachfolger bestimmt. Den Ehrentitel einer Kaiseringroßwitwe erhielt Shunzhis Mutter Zhaosheng, den einer Kaiserinwitwe sowohl die vormalige Kaiserin Renxian als auch Kangxis leibliche Mutter Cihe (genannt sind jeweils die Namen, die sie als Kaiserinwitwen hatten); keine der Witwen wurde Vormund. Durch die Entmachtung der von Xianfeng bestimmten Vormünder und Regenten wurde es notwendig, die Regentschaft anders zu legitimieren, nämlich dynastisch in Gestalt der beiden Kaiserinwitwen. Während der Qing-Dynastie gab es bis dato noch keine Regentinnen und auch davor nur wenige: Zhangde, Deng Sui, Shunlie und Huansi während der Han-Dynastie; Wu Zetian war die einzige Frau, die – wahrscheinlich – den Titel „Kaiser“ (皇帝, Huangdi) für sich reklamierte. In der Konfuzianischen Weltsicht galt die Herrschaft von Frauen als widernatürlich und Unglück bringend, insofern war die Regentschaft der beiden Kaiserinwitwen problematisch, ebenso, worauf Kwong hinweist, die Tatsache, dass sie zu zweit regierten, denn zwei Regenten oder gar Kaiser hatten in China bis dahin fast zwangsläufig zu Kämpfen, Bürgerkriegen und Reichsteilungen geführt. Ähnliche Überlegungen mögen auch dazu beigetragen haben, den Kronrat zu entmachten und darauf hinzuwirken, Prinz Gong als Graue Eminenz zu etablieren. Als Präzedenzfall taugte die angebliche Regentschaft von Renxian und Cihe jedenfalls kaum, aber wer wusste das schon.

## Regentschaft für Tongzhi
Tatsache ist, dass Ci’an und Cixi in keiner Weise auf die Übernahme der Regentschaft vorbereitet worden waren. Sie konnten wahrscheinlich rudimentär lesen, aber noch kaum schreiben und wurden darin bis etwa 1866 unterrichtet. Die Malerin Katharine Carl behauptet, dass Ci’an bis zu ihrem Tod sehr an Literatur und Poesie interessiert gewesen sei. Cixi unterliefen beim Schrieben noch häufig Fehler, vor allem bei homonymen Worten, was sie erst nach und nach reduzieren konnte. Außerdem erhielten die Kaiserinwitwen Unterricht in Chinesischer Geschichte und in Staatskunde. Die Erziehung Tongzhis oblag dem Großtutor Weng Tonghe. Für die praktische Regierungsarbeit wurde im November 1861 in zwei sich teilweise widersprechenden Erlassen verfügt: 1.) Jedes eingehende Dokument sollte den Kaiserinwitwen übergeben werden, die es an Prinz Gong als Berater des minderjährigen Kaisers und die Großräte zur Beratung weiterreichten; nach eingehendem Studium und mit Zustimmung der Kaiserinwitwen sollte eine kaiserliche Order verfasst werden, die die Kaiserinwitwen im Namen des Kaisers besiegelten. 2.) Über alle Regierungsangelegenheiten (Kwong: „all governmental orders“) beratschlagen sich die Kaiserinwitwen selbst und besiegelten ihre Beschlüsse im Namen des Kaisers. Das wird man wohl so interpretieren können, dass die Kaiserinwitwen nicht zwingend Gong und den Kronrat in ihre Entscheidungen einbinden mussten. Weil sich die Kaiserinwitwen gemäß der Hofetikette nicht öffentlich zeigen durften, wurde festgelegt, dass sie bei Audienzen hinter einem Vorhang Platz nahmen und ihre Entscheidungen von dort bekanntgaben.
Faktisch war es dann offenbar so, dass Ci’an Cixi den politischen Part überließ, während sie selbst die Herrschaft über den Frauenpalast und die Eunuchen ausübte sowie die Mehrzahl der Entscheidungen über Ehrungen und Auszeichnungen traf; dennoch bestand sie anscheinend bei zeremoniellen Anlässen auf ihrem Vorrang gegenüber Cixi. Für die Öffentlichkeit wurde sorgfältig das Bild kultiviert, dass die beiden Frauen respekt- und vertrauensvoll miteinander umgingen und zusammenarbeiteten; letztlich gibt es keinen Beweis für das Gegenteil. Dass Ci’an allein die Hinrichtung des von Cixi protegierten Eunuchen An Dehai angeordnet habe, nachdem dieser sich auf einem kaiserlichen Schiff öffentlich gezeigt und mit kaiserlichen Kleidern geprunkt habe, ist unwahrscheinlich, da jeder Erlass nur mit beiden Siegeln der Kaiserinwitwen gültig war und auch Cixi ein solches Verhalten keinesfalls hätte dulden können. Aus diesem Zwischenfall, der noch mehreren weiteren Eunuchen das Leben kostete, folgern manche, dass Ci’an im Palast mit harter Hand geherrscht habe, aber schon das ist letztlich Spekulation, erst recht, dass sie prunk- und verschwendungssüchtig gewesen sei. Möglicherweise war ihre Existenz im Palast aber doch nicht so unscheinbar und zurückhaltend, wie allgemein geglaubt wird. Zu ihrer Zeit lebten nur vergleichsweise wenige Frauen in der Verbotenen Stadt, schon gar bevor Tongzhi bzw. Guangxu verheiratet wurden. Ci’an bewohnte fast die gesamte Zeit am Hof den Palast der Himmlischen Reinheit (englisch: Palace of the Gathered Essence) im (nord-)östlichen Teil der Palastanlage, sie wurde darum informell die Östliche Kaiserinwitwe genannt, Cixi entsprechend die Westliche Kaiserinwitwe. Wahrscheinlich hat kein Europäer Ci’an je zu Gesicht bekommen, und es sind auch keine photographischen Aufnahmen von ihr bekannt.
Die nächste wichtige Entscheidung, die traditionell vor allem die beiden Kaiserinwitwen zu treffen hatten, war die Auswahl der Kaiserin und der Konkubinen für Tongzhi im Herbst 1872, als der Kaiser 16 Jahre alt war, denn mit 17 Jahren sollte er wie seinerzeit Kangxi die Alleinherrschaft übernehmen. Auch hier können allenfalls Vermutungen darüber angestellt werden, welche Gründe für die Auswahl eine Rolle spielten. Als Kaiserin wurde eine Frau aus dem Alute-(auch Arute-)Klan erwählt, deren Geburtsname wie gewöhnlich und deren Name als Kaiserin seltsamerweise nicht bekannt sind; sie erscheint in den englischsprachigen Publikationen in der Regel nur als Lady bzw. Empress Alute oder unter ihrem posthumen Ehrennamen Xiaozheyi. Ihre Mutter war eine Cousine von Ci’an. In der Literatur hält sich hartnäckig das Gerücht, dass es darüber zum Streit zwischen den Kaiserinwitwen gekommen sei, den Tongzhi dadurch entschieden habe, dass er selbst Alute zur Kaiserin bestimmt habe. Als Konkubinen 4. Ranges (Fei) wurde Hui (慧妃, Hui Fei, von 1874 an Shushen, 1859–1904), als Konkubinen 5. Ranges (Pin) Xun (珣嬪, Xun Pin, posthum Gongsu, 1857–1921) und Yu (瑜嬪, Yu Pin, posthum Xianzhe, 1856–1932), als Konkubine 6. Ranges (Guiren) Jin (瑨貴人, Jin Guiren, posthum Dunhui, 1856–1933) erwählt. Mit Beginn des Jahres 1873 nach chinesischer Rechnung endete die Regentschaft der Kaiserinwitwen. Als Tongzhi im Dezember 1874 schwer erkrankte, bat er die Kaiserinwitwen, erneut die Regentschaft zu übernehmen. Woran er erkrankt war, ob er dazu gezwungen wurde, die Regentschaft abzugeben, und wenn ja, von wem, ist nicht geklärt. Die Kaiserinwitwen erhoben am 23. Dezember die Konkubine Hui zur Konkubine 1. Ranges und damit zur Stellvertreterin der Kaiserin, sie erhielt nun den Namen Shushen, die anderen drei um jeweils einen Rang. Auch hierfür sind die Gründe nicht bekannt.

## Regentschaft für Guangxu und Tod
Am 12. Januar des folgenden Jahres starb Kaiser Tongzhi. Er hatte keinen Sohn und ein leiblicher Urenkel von Daoguang der Generation Pu, der die durch die Riten geforderte Ahnenverehrung hätte leisten können, war noch nicht geboren, denn Pulun war ein Sohn von Zaizhi (1839–1881), der von Daoguangs ältestem Sohn Yiwei (1808–1831) posthum adoptiert worden war, und außerdem noch keine drei Monate alt. Also entschied man, d. h. wohl eine Versammlung von etwa 25 hochrangigen Beamten und Mitgliedern der kaiserlichen Familie unter dem Vorsitz der beiden Kaiserinwitwen, Zaitian, den dreijährigen Sohn von Prinz Chun I. zum Nachfolger zu ernennen, zu dessen Regierungsdevise Guangxu (光緒, zu deutsch etwa Ruhmreiches Werk, nicht: Ruhmreiche Nachfolge, 光續) ausersehen wurde. Cixi, die eine Tante des neuen Kaisers war, und Ci’an blieben Regentinnen. Bemerkenswert ist, dass Kaiserin Alute anscheinend keine Rolle bei diesem Entscheidungsprozess spielte. Sie wurde als Kaiserin Jiashun (嘉順皇后, deutsch etwa gute, gehorsame Kaiserin) geehrt, aber nicht, wie es vielleicht zu erwarten gewesen wäre, zur Kaiserinwitwe erhoben, Ci’an und Cixi auch nicht zu Kaiseringroßwitwen, was ihnen weiterhin den höheren Rang gesichert hätte. Für weitere Spekulationen und Gerüchte sorgte, dass Jiashun keine drei Monate später verstorben war.
Die Erhebung Zaizhis zum Kaiser sollte die letzte Entscheidung von Bedeutung bleiben, an der Ci’an sichtbar beteiligt war. Dem Großtutor Weng Tonghe wurde auch die Erziehung Guangxus übertragen, gemäß seinen Tagebüchern hing der Kindkaiser sehr an Ci’an und betrauerte ihren Tod außerordentlich. Das muss nicht unwahr sein, aber Weng mochte sich hier durchaus selbst schmeicheln, dass sein Zögling dessen „Mutter“ die gebührende kindliche Liebe und Achtung entgegenbrachte und bei ihrem Tod eine mehr als angemessene Trauer an den Tag legte. Sie starb am 8. April 1881 abends im Alter von 43 Jahren, nachdem sie sich am Vormittag gezwungen sah, sich – höchstwahrscheinlich wegen eines Schlaganfalls – von einer Audienz zurückzuziehen. Es kam das Gerücht auf, dass sie von Cixi vergiftet worden sei. Das gilt heute als wenig wahrscheinlich, weil Cixi damals selbst ernstlich an der Leber erkrankt war, vor allem aber weil sie nach Wengs Zeugnis bereits seit 1863 mehrere Schlaganfälle erlitten hatte.